# H-21 (航空機)
パイアセッキ H-21
アメリカ陸軍のCH-21C
- 用途：輸送ヘリコプター
- 製造者：パイアセッキ・ヘリコプター
- 運用者：#運用
- 運用開始：1949年
- 退役：1967年

H-21 ワークホース/ショーニー（H-21 Workhorse/Shawnee）は、1940年代にアメリカ合衆国のパイアセッキ・ヘリコプター社（後のボーイング・バートル社）で開発された4番目のタンデムローター式ヘリコプターである。一般的に「空飛ぶバナナ（flying banana）」とも呼ばれる本機は車輪、スキー、フロートを取り付けられる多用途ヘリコプターであった。H-21は低温の環境下でも良好な性能を発揮し、北極圏などでの救難活動にも使用された。

## 設計と開発
パイアセッキ・ヘリコプター社は、1944年のHRP-1ヘリコプターに始まる一連のタンデムローターのヘリコプターを開発しアメリカ海軍に納入することに成功してきた。HRP-1は、飛行中に前後の大きなローターが互いに接触しないように後部胴体を上方に曲げていたために「空飛ぶバナナ（flying banana）」というあだ名を付けられた。H-21を含むHRP-1以降の同様の設計のパイアセッキ社製ヘリコプターも同じあだ名で呼ばれた。
1949年にパイアセッキ社は、HRP-1を改良した全金属製の派生型であるH-21 ワークホースをアメリカ空軍に納入した。

## 運用の歴史

### アルジェリア戦争
1956年にアルジェリア戦争でヘリコプターを使用した地上攻撃任務の方法を模索していたフランス空軍はシコルスキー H-19に武装を施した実験を行い、その後より拡張性のあるパイアセッキ H-21とシコルスキー H-34がこの任務を引き継いだ。H-19には最初20mm機関砲1門、ロケットランチャー2基、12.7mm重機関銃M2 2丁と7.5mm機関銃AA-52 1丁を荷室の窓から撃てるように取り付けたが、これでは重量が過大過ぎ、これより軽装備のH-19ガンシップでさえまだ低出力であった。続いて数機のパイアセッキ H-21に前方発射のロケット弾、機関銃の固定武装とその内の2-3機には爆弾架さえ取り付けられたが、H-21は敏捷な運動性と攻撃行動に要求される性能を欠いていた。就役したほとんどのCH-21は時に応じて防御用の12.7mmまたは20mm機関銃砲をドア部に取り付けただけであった。
シコルスキー H-34もフランス海軍によりガンシップに改装された。CH-34が地上攻撃任務で効果的な役割を果たしている一方で、当時の公式評価ではCH-21はCH-34よりも多数の対空砲火に被弾した場合の生存性が高いことを示しており、これはCH-34の燃料タンクの構造と位置によるものであると考えられた。それにもかかわらずアルジェリア戦争の終結までCH-34の様な攻撃ヘリコプターは大規模な反乱掃討作戦において兵員を運ぶCH-21ヘリコプターと協調して使用された。

### ベトナム

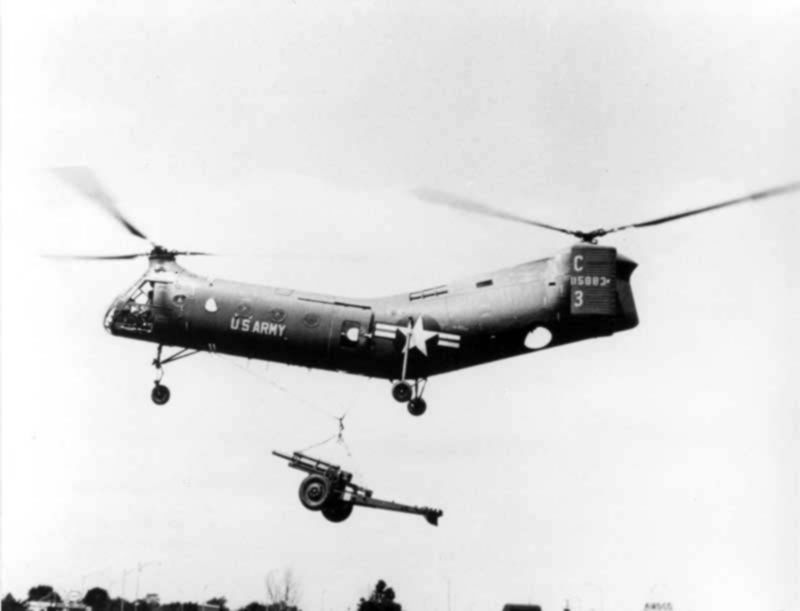
M101 105mm榴弾砲を吊り下げて輸送するCH-21C。

CH-21B強襲ヘリコプターは、完全装備の兵員22名、または救命搬送任務では担架12台と2名の看護兵を運ぶことができた。CH-21Bは 南ベトナム軍を援護するために派遣された第8軍と第57輸送中隊と共に1961年にベトナムに配備された。CH-21B/CH-21C ショーニーは7.62mm（.308in）または 12.7mm（.50in）機関銃をドアに取り付けることができた。CH-21は比較的低速であり、操縦系統や燃料系統は小火器に対して脆弱であった。ショーニーはUH-1 ヒューイの配備で代替されるまでベトナムの「軍馬」であり、後の1960年代半ばにCH-47 チヌークに代替された。ショーニーは反転する2つの全関節型の3枚ローターを持っていた。CH-21は1,150hpのスーパーチャージャー付ライト R-1820-103星型エンジンを1基装備していた。CH-21Bは1,425shp（1,063kW）のエンジンに格上げされた。

## バリエーション
XH-21
アメリカ空軍のH-21の試作機初号機。
YH-21 ワークホース
テスト用のHRP-2のアメリカ空軍モデル。18機製造。
H-21A ワークホース（Model 42）
細部を変更し1,250hpのライト R-1820-102星型エンジンを搭載したYH-21と同一モデル。1962年にCH-21Aに改称。38機を納入（カナダ空軍向けの6機を含む）。
H-21B ワークホース（Model 42）
エンジンを1,425hpに格上げし、兵員20名分の席、自動操縦装置を標準装備、限定的な装甲と外部燃料タンクを備えたH-21Aと同一モデル。1962年にCH-21Bに改称。163機製造。
SH-21B ワークホース
H-21Bの救難モデル。1962年にHH-21Bに改称。
H-21C ショーニー（Model 43）
バートル社で製造されたアメリカ空軍向けモデル。アメリカ陸軍向けモデルのH-21Bは1962年にCH-21Cに改称。334機製造。西ドイツ陸軍向けにヴェザー航空機製造（Weser Flugzeugbau）により更に32機がライセンス生産。
H-21D ショーニー（Model 71）
2基のジェネラル・エレクトリック T58ターボシャフトエンジンに換装した2機のH-21C。
CH-21A
1962年にH-21Aを改称。
CH-21B
1962年にH-21Bを改称。
CH-21C
1962年にH-21Cを改称。
HH-21B
1962年にSH-21Bを改称。
Model 42A
8機のカナダ空軍のH-21をバートル航空機（カナダ）で民間仕様に改装したモデル。19名の乗客、または内部収容で2,820lb（1,279kg）あるいは外部吊り下げで5,000lb（2,268kg）の貨物を運べる。
Model 44A
乗客19名搭乗のH-21Bの民間輸送モデル。
Model 44B
乗客15名/貨物搭載のH-21Bの民間輸送モデル。
Model 44C
乗客8名搭乗のH-21Bの豪華仕様モデル。
HKP-1
Model 44Aのスウェーデンの名称。9機を新規で購入、スウェーデン空軍向けに2機を元民間型の44BからHKP-1標準仕様へ改装。

## 運用

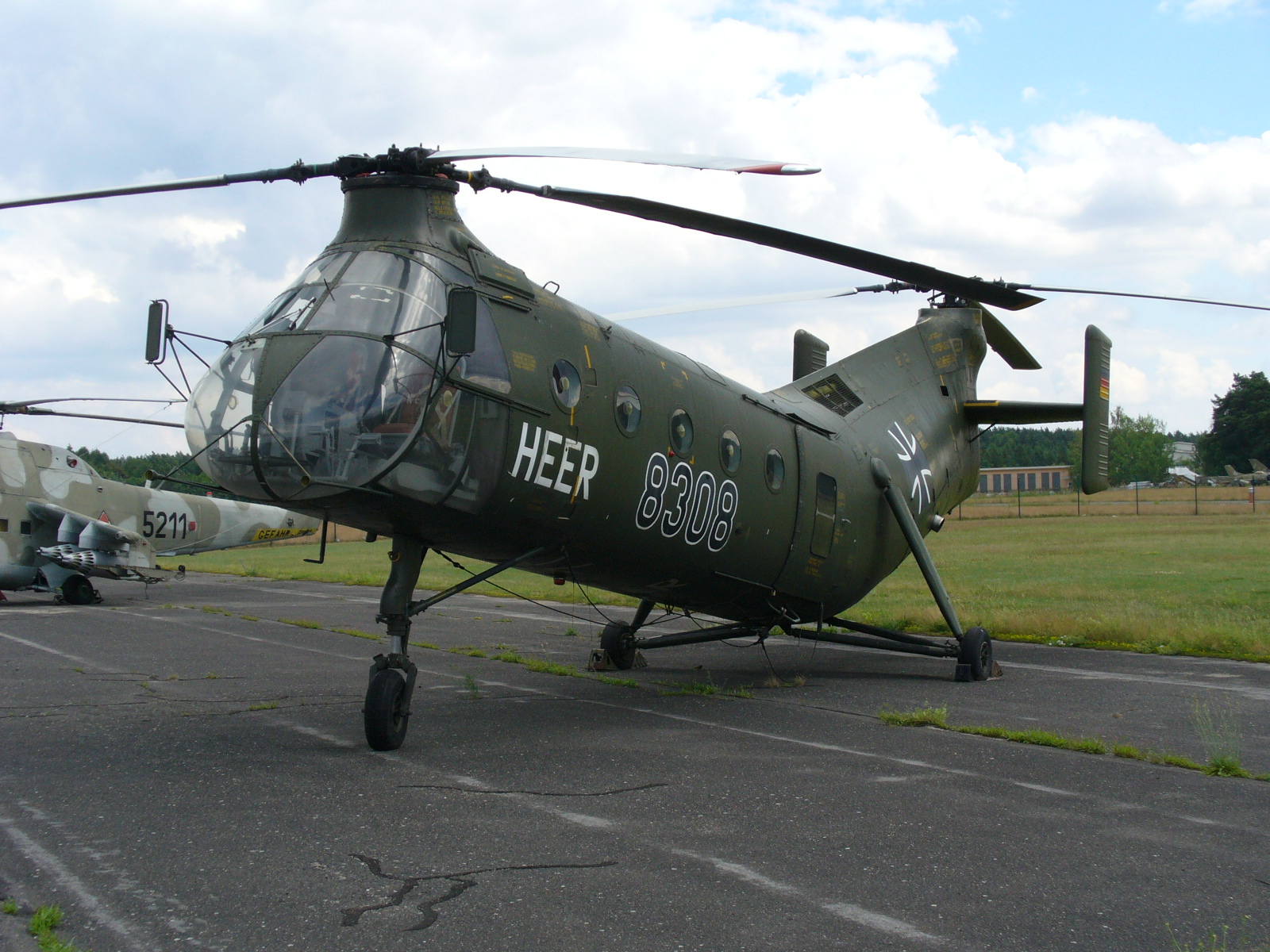
西ドイツ陸軍塗装のH-21C

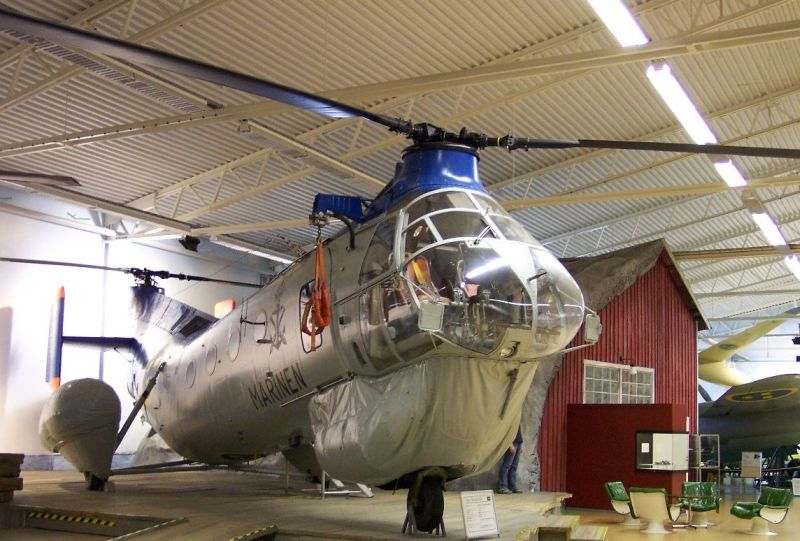
スウェーデン海軍塗装のHKP-1

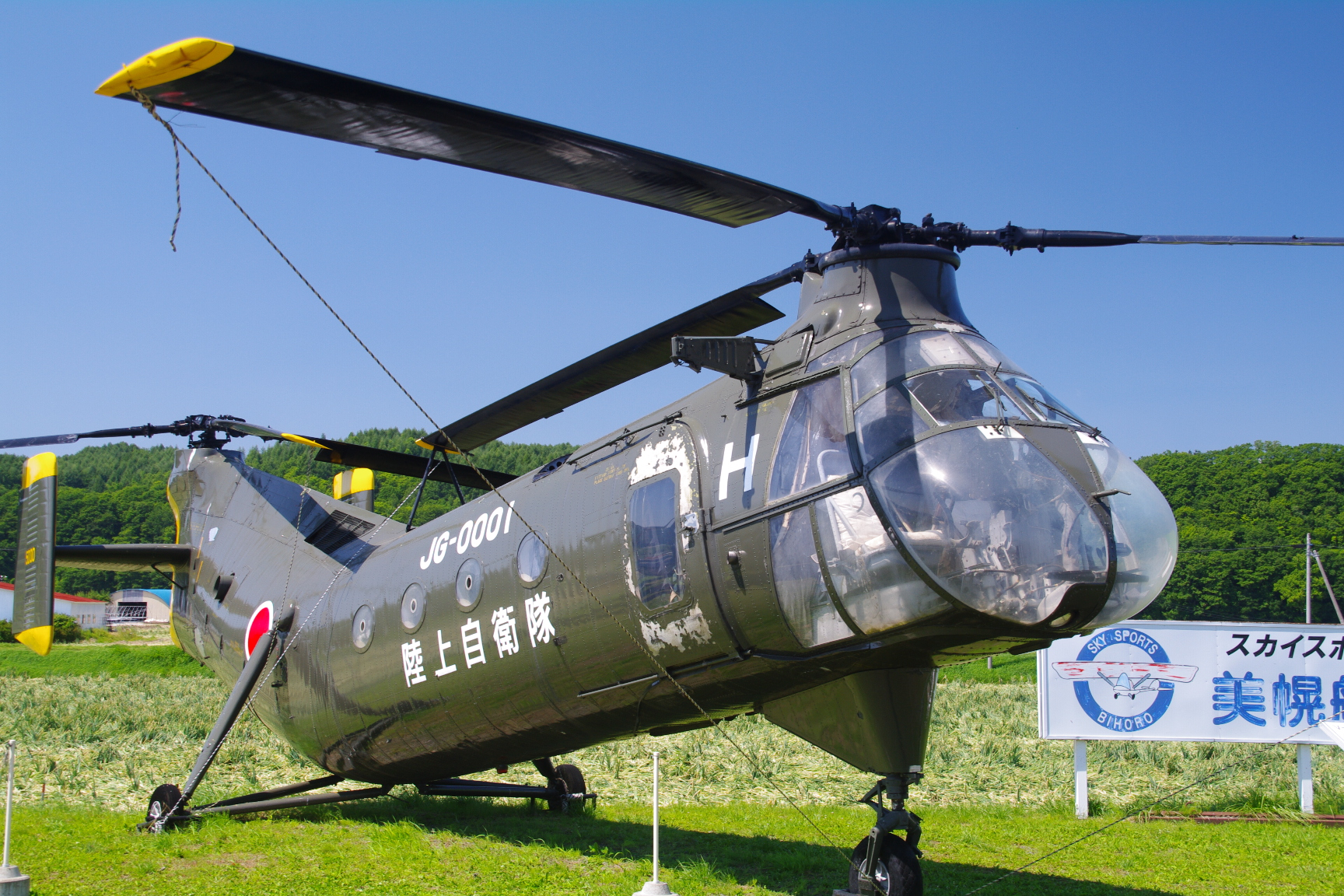
陸上自衛隊塗装のV-44A ほうおう（H-21B）

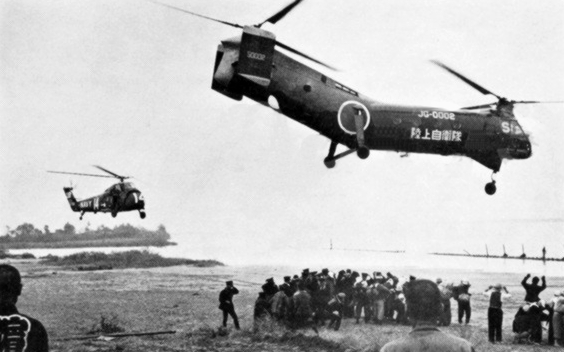
伊勢湾台風のあとで救助に当たるV-44A ほうおう（H-21B）。現在は次項にあるように所沢で展示されている

### 軍事運用
カナダ
- カナダ空軍 H-21Aとモデル 44Aを運用。

 フランス
- フランス陸軍 H-21Cを運用。

 ドイツ
- 西ドイツ空軍 H-21Cを運用。
- 西ドイツ陸軍 H-21Cを運用。

 スウェーデン
- スウェーデン空軍 HKP-1を運用。
- スウェーデン海軍 HKP-1を運用。

 アメリカ
- アメリカ陸軍 H-21Cを1949年-1967年まで運用。
- アメリカ空軍 H-21A, H-21BとSH-21Bを運用。
- アメリカ沿岸警備隊 HRP-1, HRP-1GとHRP-2を運用。

 日本
- 航空自衛隊 H-21B ほうおう（V-44A）を救難機として10機運用。
- 陸上自衛隊 V-44A ほうおう（H-21B）を研究用に2機。

 ミャンマー（ビルマ）
- ミャンマー（ビルマ）空軍 V-44Aを12機運用。

### 民間運用
カナダ
- ドミニオン・ヘリコプターズ

 アメリカ
- ニューヨーク航空

## 現存機

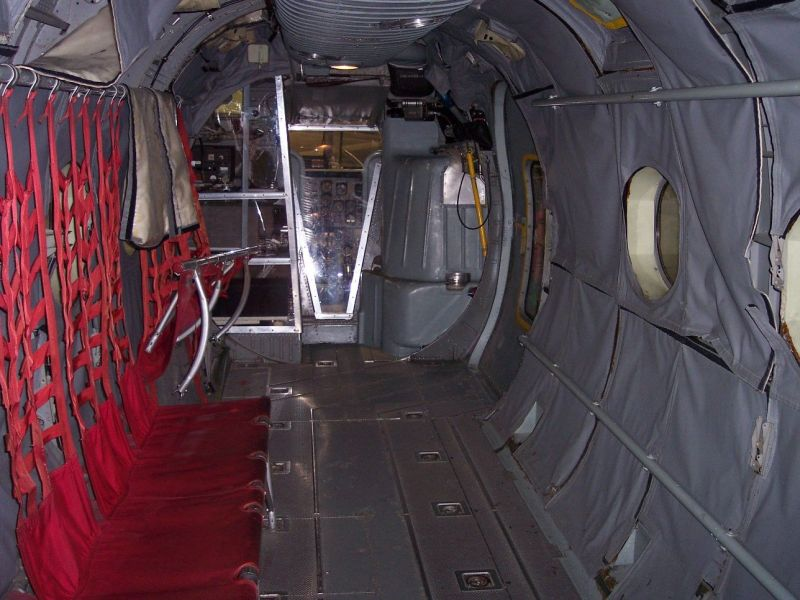
機内

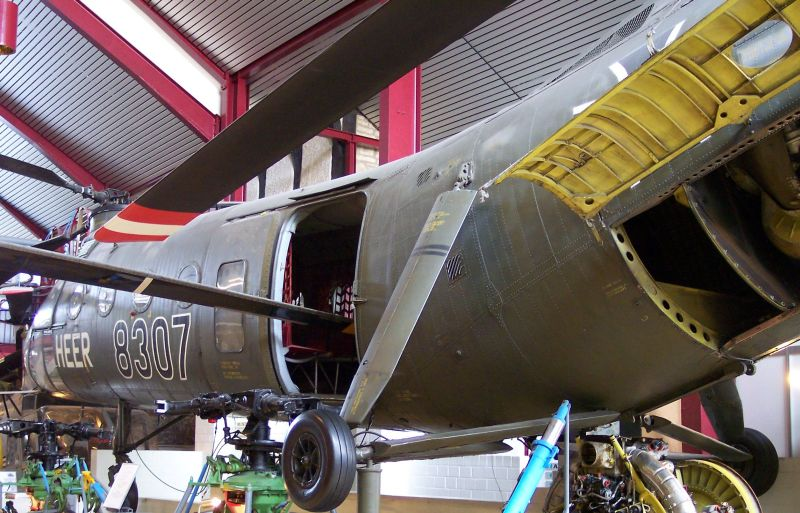

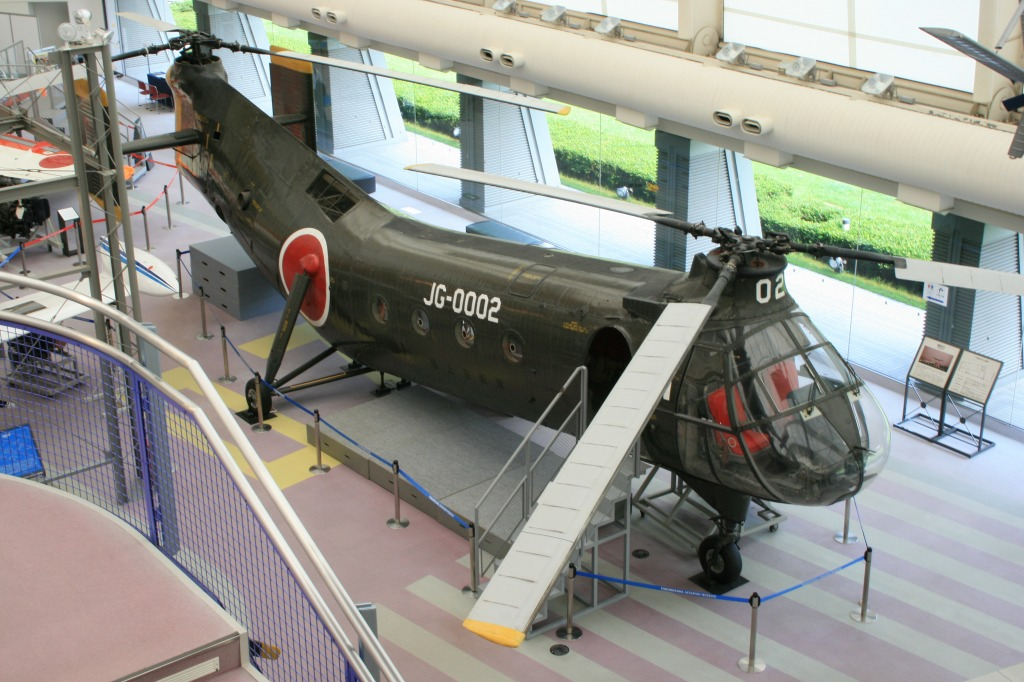
所沢航空発祥記念館にて屋内展示されている"H-21B" V-44型

CH-21B 51-5857
ライト・パターソン空軍基地付属国立アメリカ空軍博物館、デイトン。 1965年1月にエグリン空軍基地から入手。
CH-21B 51-5859
戦艦「アラバマ」博物館、アラバマ州 モービル
CH-21C 51-5886
カリフォルニア航空宇宙博物館
CH-21B 51-5892
ロードアイランド州クオンセット岬
CH-21B 52-8623
エドワーズ空軍基地、カリフォルニア州
CH-21B 52-8676
戦略空軍宇宙博物館、ネブラスカ州アッシュランド
CH-21B 52-8685
ワーナー・ロビンス空軍基地付属航空博物館、ジョージア州
CH-21B 52-8688
トラヴィス空軍基地付属トラヴィス航空博物館、カリフォルニア州
CH-21B 52-8691
登録番号34343、カートランド空軍基地、ニューメキシコ州
CH-21B 53-4324
ペイト交通博物館、テキサス州クレソン
CH-21B 53-4326
マーチ空港博物館、カリフォルニア州リバーサイド
CH-21B 53-4329
ミュージアム・オブ・フライト修復センター、ワシントン州エバレットペイン・フィールド
CH-21B 53-4347
プエブロ・ワイスブロード航空機博物館、コロラド州プエブロ
SH-21B 53-4362
アラスカ交通産業博物館、アラスカ州ワシラ
CH-21B 53-4366
前カナダ航空博物館所有機、飛行博物館、ワシントン州シアトル
CH-21B 53-4367
ミッド＝アトランティック航空博物館、ペンシルベニア州レディング
CH-21B 53-4369
アメリカ陸軍航空隊博物館、アラバマ州フォート・ラッカー
CH-21B 53-4389
ピマ航空宇宙博物館、アリゾナ州ツーソン
CH-21B 54-4001
登録番号N64606として現存する唯一の飛行可能機、クラシック・ローター博物館、カリフォルニア州ラモナ
CH-21B 54-4003
フローレンス航空ミサイル博物館、サウスカロライナ州フローレンス
CH-21B 54-4404
アラスカ航空遺産博物館、アラスカ州アンカレッジ
CH-21C 55-4140
イントレピッド海上航空宇宙博物館、ニューヨーク州ニューヨーク
CH-21C 55-4218
登録番号53-4379、ロッキー航空宇宙博物館、コロラド州デンバー
CH-21C 56-2040
U.S. Army Aviation Museum、アラバマ州フォート・ラッカー
CH-21C 56-2077
アメリカ陸軍輸送博物館、バージニア州フォート・ユースティス
CH-21C-VL 56-2142
登録番号54-4002、ユタ州ヒル空軍基地付属ヒル航空宇宙博物館
CH-21C 56-2159
ピマ航空宇宙博物館、アリゾナ州ツーソン
CH-21 ?
スプリングデール空港、アーカンソー州
H-21B 42-4756
浜松広報館、静岡県浜松市
H-21B 02-4759
岐阜基地、岐阜県各務原市（現在レストア中）
V-44A JG-0002
所沢航空発祥記念館、埼玉県所沢市
V-44A UB6009
国防博物館、ミャンマー、ネピドー

## 性能・主要諸元
(CH-21C)
- 乗員：2名
- 搭載量：兵員22名または担架12台
- 全長：16.0m(52ft 6in)
- 全高：4.80m(15ft 9in)
- 主回転翼直径：2x13.4m(44ft)
- 円板面積：282.7m2(3,041ft2)
- 円板荷重：24kg/m2(5lb/ft2)
- 空虚重量：4,058kg(8,950lb)
- 全備重量：6,893kg(15,200lb)
- 馬力重量比：0.09hp/lb(150W/kg)
- 発動機：1×ライト R-1820-103星型エンジン、1,425hp(1,063kW)
- 超過禁止速度：204km/h(127mph, 110kn)
- 航続距離：426km(265miles, 230nmi)
- 巡航高度：2,880m(9,450ft)
- 武装：種々。通常は連装または4連装の.50(12.7mm)口径重機関銃

## 登場作品

### 映画
『ゴジラシリーズ』
『GODZILLA』
ウクライナ空軍のヘリコプターとして登場。チェルノブイリ原子力発電所付近で研究中のタトプロスの身柄確保のため飛来する。
『GODZILLA ゴジラ』
オープニングに登場し、H-13 スーと共に海上を飛行する。

### 小説
『前進か死かシリーズ』
仏印インドシナで終戦を迎えた大日本帝国陸軍中尉、鷲見友之はフランス外人部隊へ入隊し、アルジェリア紛争で活躍する内容の小説。作中随所に本機が登場する。